# Gruyères (Zwitserland)
Gruyères is een gemeente in het Zwitserse district Gruyère in het kanton Fribourg. Het stadje is een toeristische trekpleister en ligt boven op een heuvel met uitzicht over het Sarinedal.
In 2017 had Gruyères-stad ca. 2190 inwoners. De plaats ligt op 810 meter hoogte en heeft een oppervlakte van 28.39 km2. Ze ligt op 33 km van Fribourg en op 5 km van Bulle.
De dorpen Epagny (715 m) ten noorden en Pringy (750 m) ten westen behoren ook tot de gemeente.

## Toerisme
Voor kanton Fribourg is Gruyères een van de belangrijkste toeristische trekpleisters. Het stadje ligt boven op een heuvel en is omgeven door een stadsmuur. Het 12e-eeuwse kasteel is, naast de kerk Saint-Théodule uit de 13e eeuw, de blikvanger. De huizen binnen de muur stammen over het algemeen uit de middeleeuwen. Het gehele jaar door vinden er festivals en andere culturele evenementen plaats.
De stad herbergt een regionaal museum en het museum voor fantastische kunst met werken van H.R. Giger. Binnen de gemeente bevindt zich ook een gebouw waar bekeken kan worden hoe de lokale kaas Gruyère wordt gemaakt. De kaas Vacherin fribourgeois wordt ook in de regio gemaakt.
In de buurt bevindt zich de berg Moléson. Deze berg kan met een tandradbaan en kabelbaan worden bestegen. In de winter zijn er wintersportmogelijkheden en in de zomer gelegenheid voor bergwandelingen.

## Geschiedenis
De eerste vermelding in een oorkonde was in 1144 onder de naam Grueria;, hoewel zich hier vermoedelijk al een nederzetting bevond sinds de 10e eeuw. De plaats ontwikkelde zich op de heuvel onder het kasteel van de graven van Gruyères.

### Kasteel
Het kasteel rijst hoog boven het middeleeuwse stadje uit. De naam "Gruyères" is waarschijnlijk afkomstig van het Franse woord "grue" (kraanvogel). Alhoewel het een van de meest belangrijke huizen in Franssprekend Zwitserland is, is de oorsprong van het grafelijke Huis van Gruyères niet met zekerheid vast te stellen. Van de 11e tot de 16e eeuw zijn er 19 graven bekend. Michel, de laatste graaf van Gruyères, moest door financiële moeilijkheden zijn kasteel in 1554 verlaten. Zijn schuldeisers, de steden Fribourg en Bern, verdeelden het graafschap. Het kasteel was vervolgens de zetel van de Fribourgse administratie, tot het kasteel door verkoop privé eigendom werd. De eigenaars, de families Bovy en Balland, restaureerden het tezamen met bevriende artiesten. In 1938 kocht de Staat Fribourg het kasteel teneinde er een museum te vestigen. Sinds 1993 wordt het kasteel beheerd door een stichting die zich bezighoudt met de instandhouding en ontwikkeling van de gebouwen en de collectie.
Het bezoek is een wandeling door acht eeuwen architectuur, geschiedenis en cultuur. Het architecturale concept van het kasteel dateert uit het einde van de 13e eeuw. Er werd gebruikgemaakt van een veel verbreide bouwmethode, het zogenaamde Savooise vierkant. Het eind van de 15e eeuw kenmerkt het begin van een roemrijk tijdperk. In 1476 neemt graaf Louis (1475-1492) deel aan de Bourgondische oorlog aan de kant van de Zwitserse bond. In vervolg op dit wapenfeit wordt er gemoderniseerd: aanleg van een voorplein met een kapel, een wenteltrap vanaf het binnenplein en verandering van het woongedeelte. Het kasteel verliest hierdoor zijn militaire aanblik en wordt een landgoed. Gedurende de 17e en 18e eeuw richten de baljuws van Fribourg het woongedeelte in de barokstijl in. Vanaf 1850 schilderen J.-B. Camille Corot, Barthélemy Menn en andere beroemde kunstenaars romantische landschappen en historische feiten. Wonderlijke kunstwerken, tijdelijke exposities en andere evenementen zijn tekenend voor de overgang naar de 21e eeuw.

## Galerij

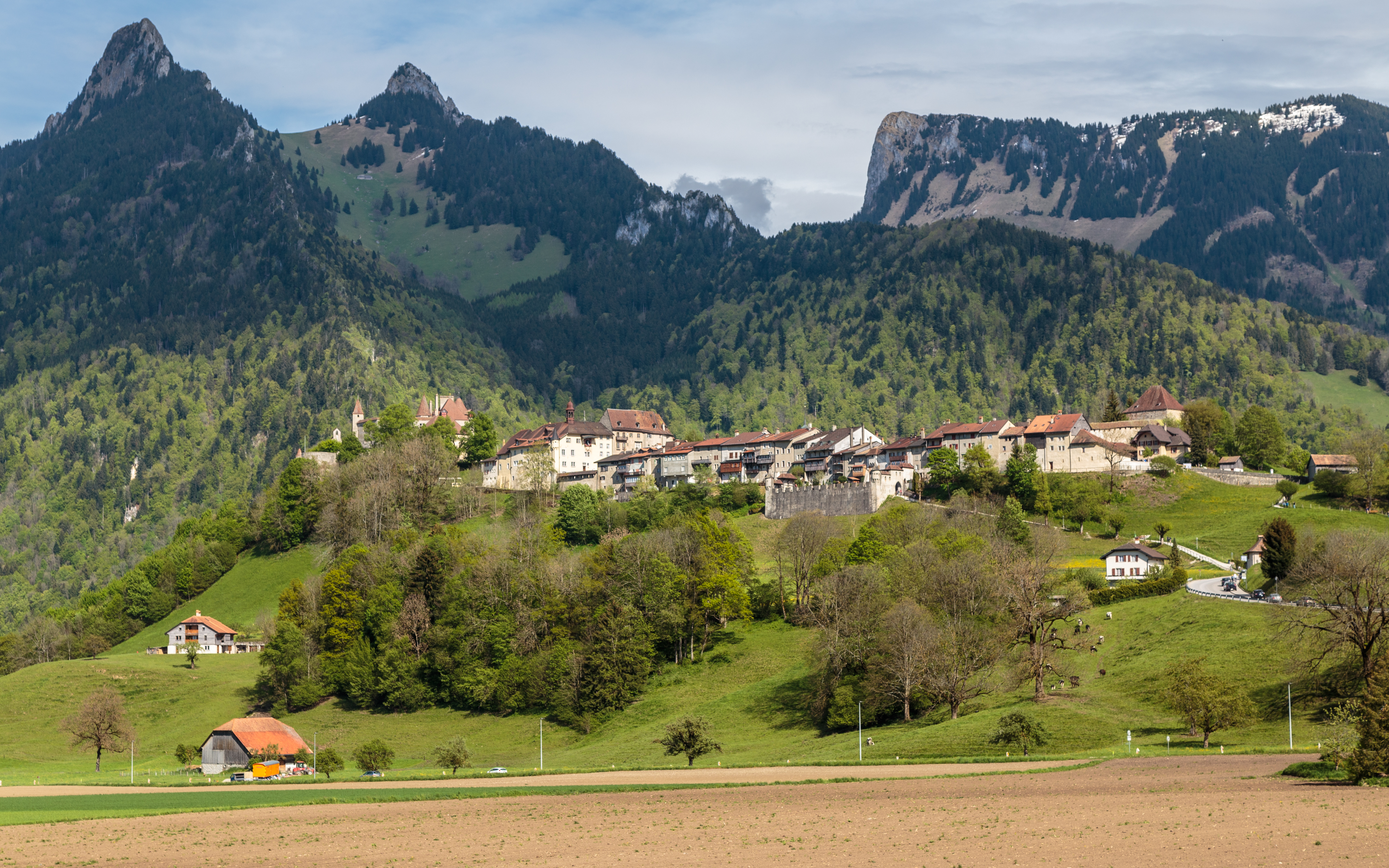
Zicht op Gruyéres
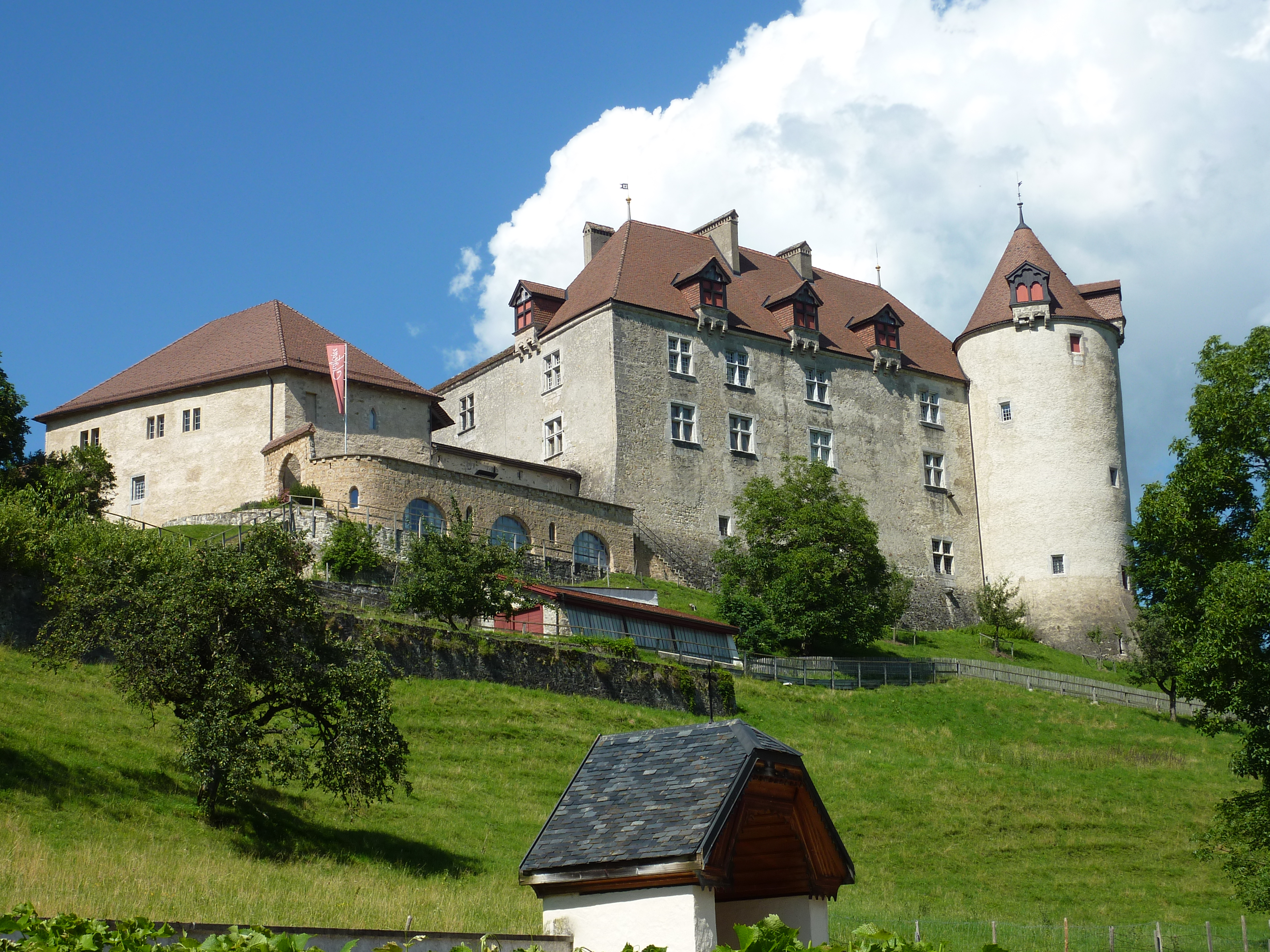
Kasteel van Gruyéres
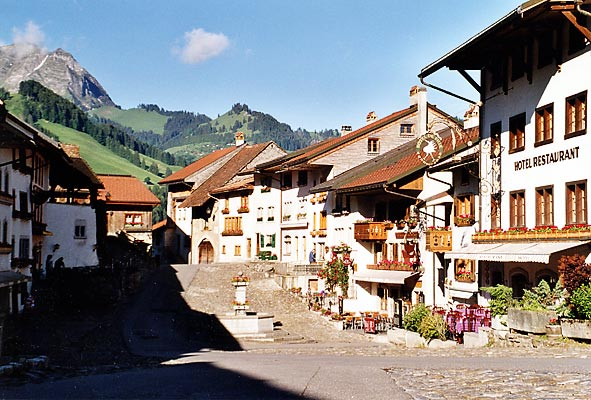
Middeleeuwse stad
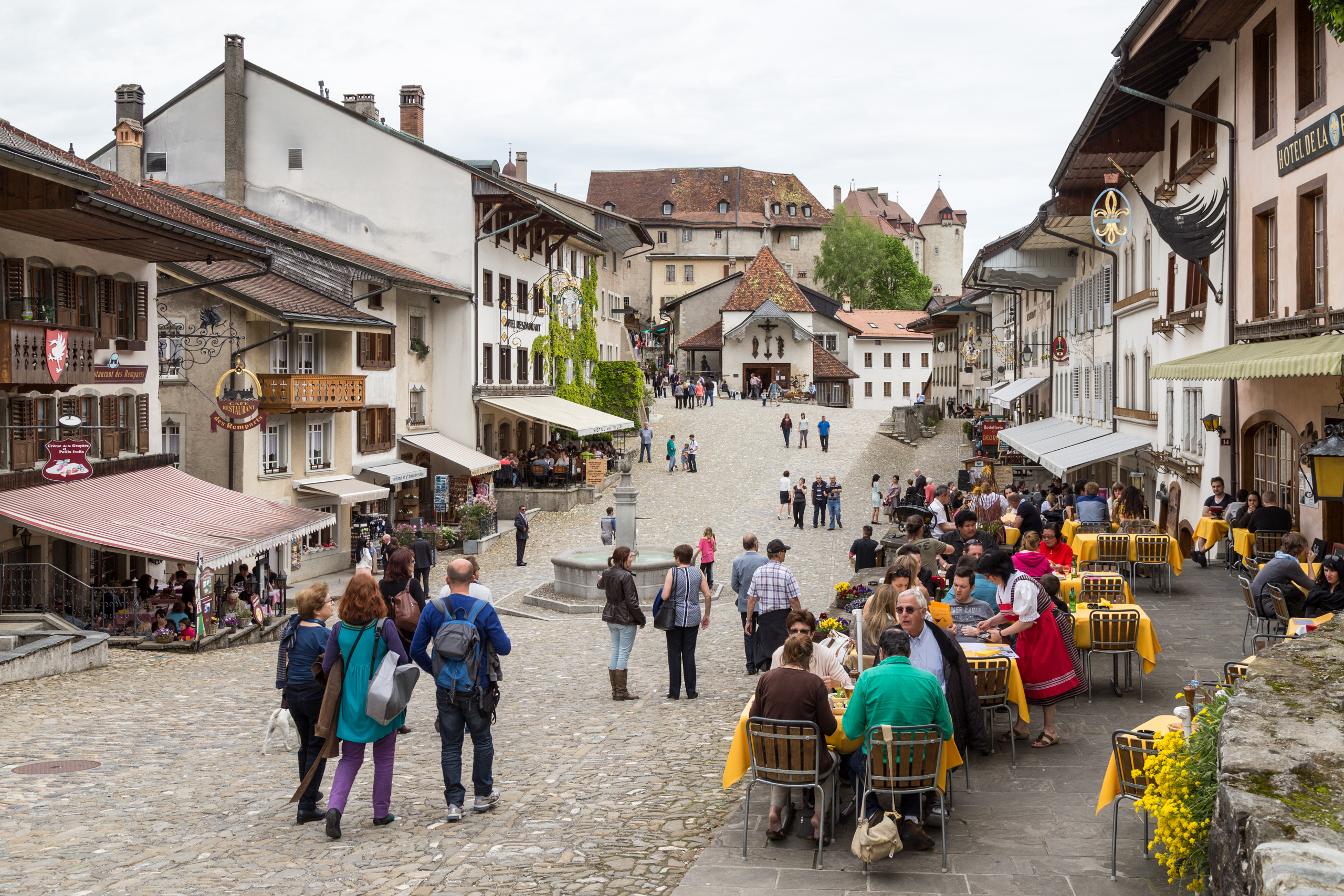
Rue du Bourg, Gruyères
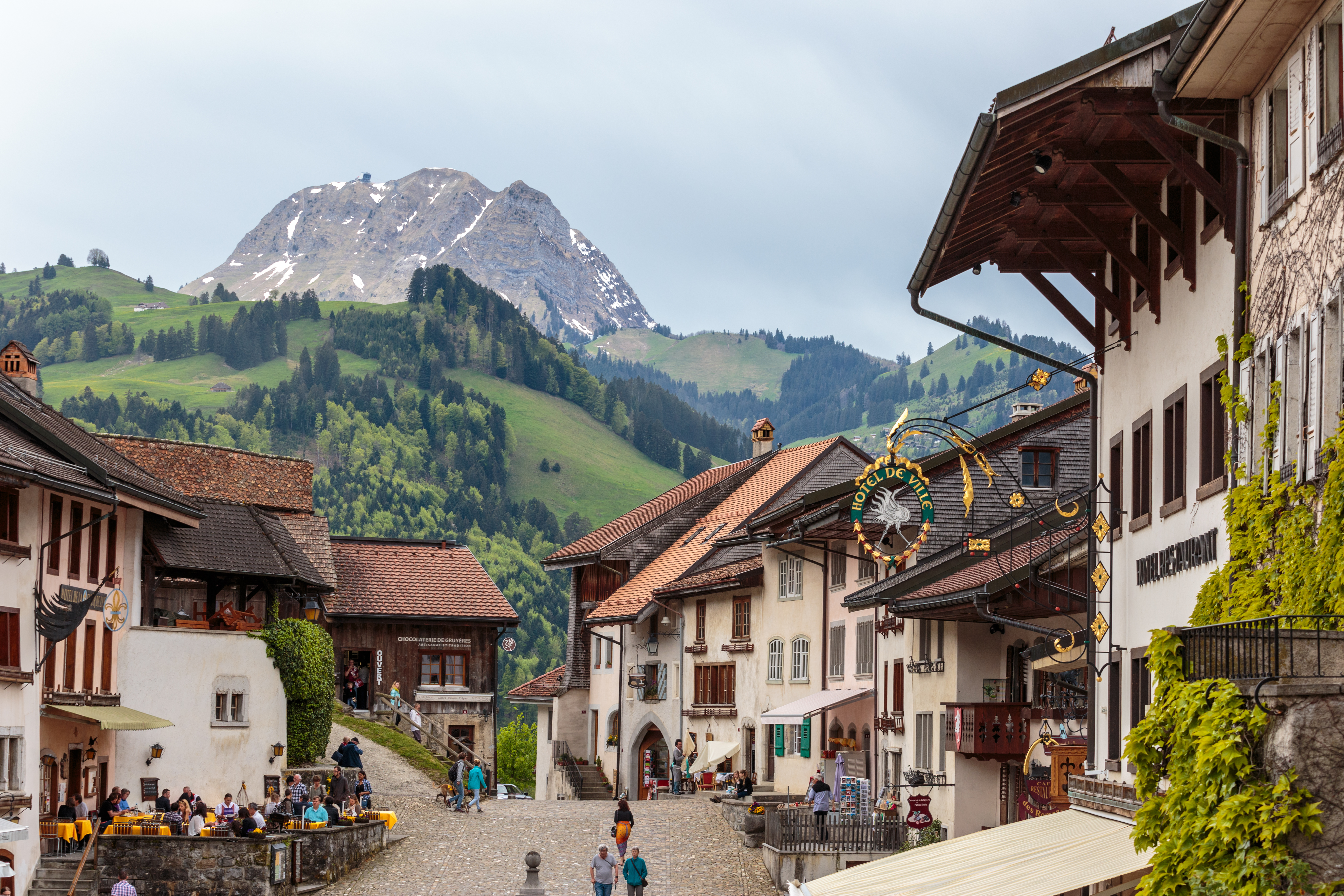
Rue du Bourg & Moléson
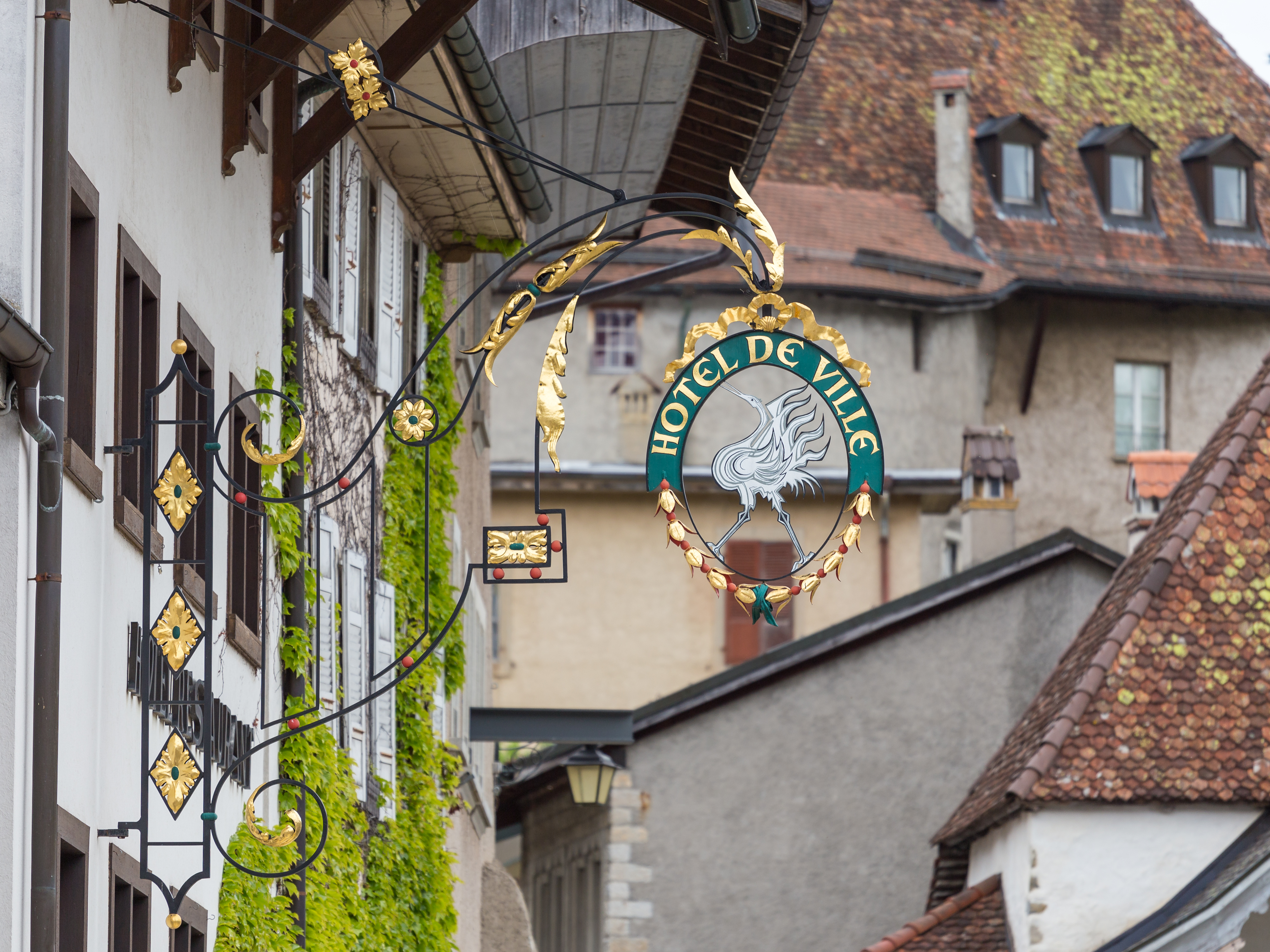
"Hotel de Ville"
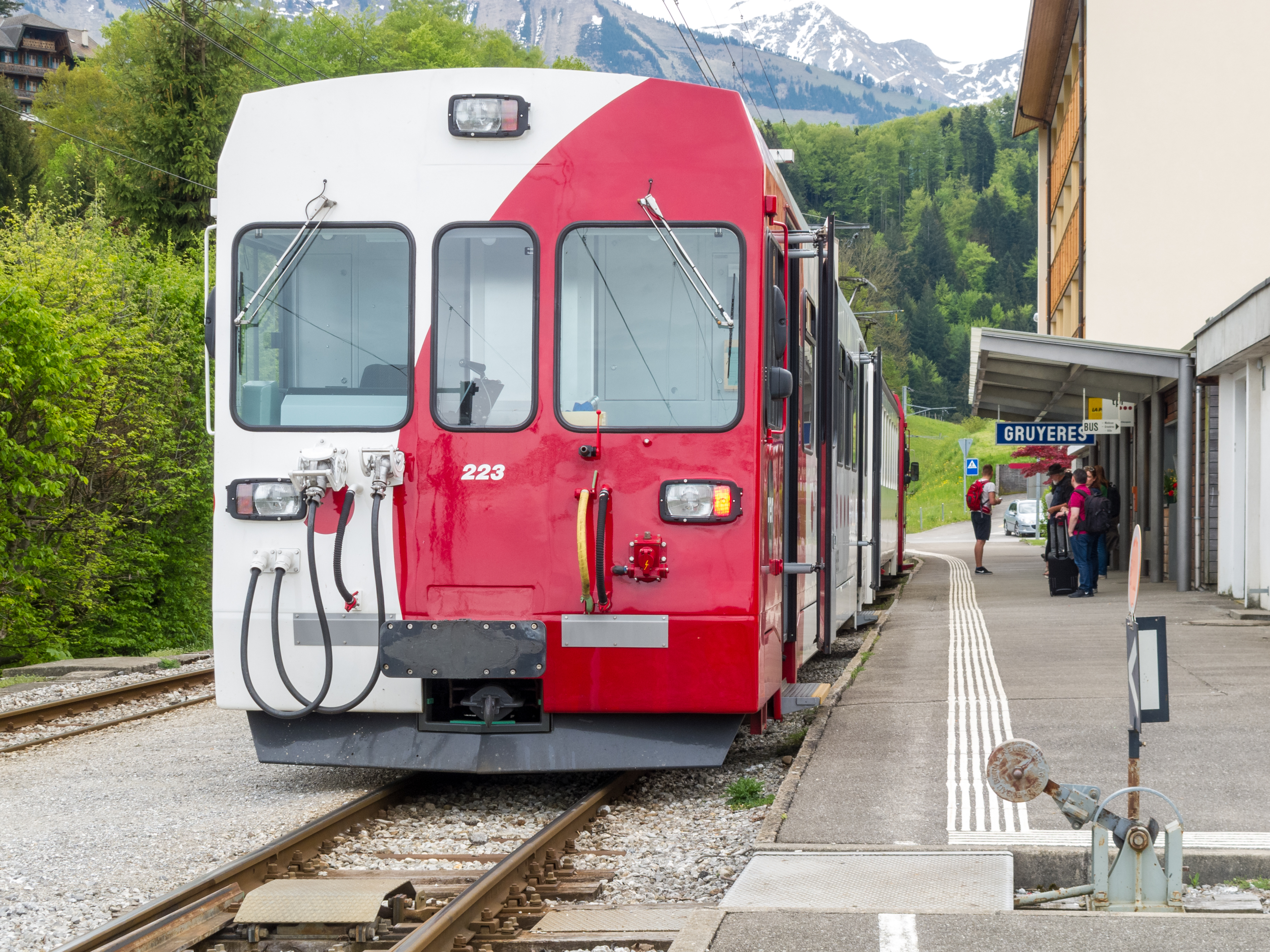
Station Gruyères